# شمس طبسی
شمس‌الدین محمد بن عبدالکریم طبسی (زاده ؟ در طبس - درگذشته در ۶۲۴ هـ. ق در هرات)، متخلص به شمس، از شاعران قرن ششم و اوایل قرن هفتم هجری قمری است. دیوان او به همت تقی بینش در سال ۱۳۴۳ تصحیح و چاپ شده‌است. وی قاضی‌زاده و از شاگردان رضی‌الدین نیشابوری بوده‌است.

## زندگی‌نامه

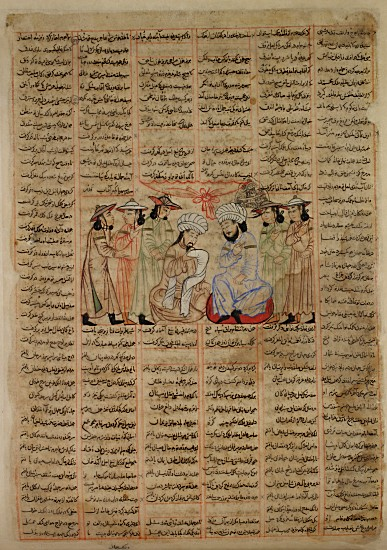
تصویر مینیاتور قدیمی به دست هنرمند ناشناس در شهر تبریز، احتمالا قاضی شمس الدین طبسی را در حال خلعت گرفتن از دست شاهزاده مغول نشان می‌دهد. پنج فرد درباری با سرپوش‌های مغولی در اطراف دیده می‌شوند.

اولین مرجعی که دربارهٔ او در آن سخنی به میان آمده‌است، لباب الالباب عوفی است و جالب اینجا که حتی با اینکه عوفی و شمس هم‌دوره بوده‌اند و یکدیگر را ملاقات نیز کرده بودند، ولی عوفی در اثر خود اطلاعات بسیار کمی از شمس طبسی به دست داده‌است. پس از عوفی، قزوینی در آثارالبلاد خود به نام شمس در ذیل مدخل طبس اشاره می‌کند و می‌گوید او شاگرد رضی‌الدین نیشابوری بوده‌است. گویا وی از طبس به هرات رفته و با شنیدن آوازه علم صدرالشریعه  برهان‌الدین محمود بخاری، به بخارا سفر کرد و در حلقه درس او شرکت نمود. شمس همچنین در بخارا به دیدن قاضی شمس‌الدین منصور اوزجندی رفت. از قاضی منصور قصیده‌ای شهرت یافته بود، با قافیه‌ای خاص:
| برخیز که شمع است و شراب است و من و تو |  | آواز خروس سحری خاست ز هر سو |

شمس در آن مجلس، قصیدۀ او را به طریق بدیهه جواب گفت و موجب شگفتی و تحسین قاضی و دیگر حاضران شد. او سپس به قصد همراهی با صدرالدین محمد نظام‌الملک به سمرقند رفت و در آنجا به تدریس پرداخت.  عوفی در نوشته‌های خود اشاره کرده که با شمس طبسی در سفرش به سمرقند در سال ۵۹۷ دیدار کرده است. رضاقلی‌خان هدایت در تذکره ریاض‌العارفین ذکر کرده که شمس، قاضی شهر هرات بوده و در همانجا درگذشته است. 

## دیوان
دیوانی که از شمس طبسی در دست است کم‌حجم است که به گفته قزوینی به‌علت مرگ او در جوانی بوده است. بایسنغرمیرزا به یکی از خطاطان زمان خود دستور کتابت این دیوان را داده بود. رضاقلی‌خان هدایت تعداد ابیات دیوانی را که در دست داشته است، نزدیک به ۲۰۰۰ بیت عنوان کرده که به آنچه امروز ما در دست داریم نزدیک است. برخی از ابیات شمس طبسی به اشتباه به دیوان ظهیر فاریابی راه پیدا کرده‌اند. حتی دهخدا ابیات مربوط به شمس را در کتاب امثال و حکم به نام ظهیر فاریابی ثبت کرده و نوشته که شمس تخلص ظهیر بوده است. ذبیح‌الله صفا نیز در کتاب تاریخ ادبیات در ایران، جلد دوم سه بیت از شمس طبسی را به ظهیر فاریابی نسبت داده است.
تقی بینش در سال ۱۳۴۳، دیوان شمس را براساس نسخه خطی کتابخانه ایندیا آفیس لندن، مورخ ۷۱۳ هـ.ق. و با عنایت به نسخه خطی کتابخانه چستربیتی دوبلین مورخ ۶۹۹ هـ.ق. و مقابله آنها با هشت نسخه دیگر تصحیح کرد. 
علیرضا شانظری نیز در سال ۱۴۰۰، دیوان شمس را با عنایت به ده نسخه و همچنین دستنویس کهن حکیم اوغلو تصحیح کرده و به چاپ رسانده است.
دیوان او بیشتر شامل قصیده است و تعداد اندکی غزل، قطعه و رباعی نیز در آن مشاهده می‌شود. او در شعر پیرو سبک خاقانی بوده است، ولی معنای اشعار او زودیاب‌تر از شعرهای خاقانی است.

## سبک شعری
وی در سرودن اشعار بیشتر پیرو انوری و خاقانی بوده است. با توجه به اینکه شمس شاعری درباری و مدیحه‌سرا بوده است، عنصر من اجتماعی یا انسانی آنطور که در شعرهای حافظ، سعدی و مولوی دیده می‌شود، به‌چشم نمی‌خورد. منظور اینکه در شعر او توجه به مشکلات اجتماعی یا انسانی به چشم نمی‌خورد، بلکه به نوعی او با جهان خارج و طبیعت بی‌جان اطرافش ارتباط برقرار می‌کند. 
معروف است که صدرالشریعه قاضی بخارا قصیده‌ای سروده بود با قافیه‌ای بدیع که چنین شروع می‌شد:
| برخیز که شمع است و شراب است و من و تو |  | آواز خروس سحری خاست ز هر سو        |
| برخیز که برخاست پیاله به یکی پای      |  | بنشین که نشسته‌است صراحی به دو زانو |
| برخیز از آن پیش که معشوقه‌ی شب را      |  | با روز بگیرند و ببرّند دو گیسو      |

این قصیده در کل بخارا معروف شده بود و همه به نغز و خوبی آن معترف بودند. شمس قصیده‌ای به همین وزن و قافیه سرود به‌این مضمون:
| از روی تو چون کرد صبا طرّه به یک سو |  | فریاد برآورد شب غالیه‌گیسو      |
| از زلف سیاه تو مگر شد گرهی باز     |  | کز مشک برآورد صبا تعبیه هرسو   |
| آخر دل رنجور مرا چند برآری         |  | زنجیرکشان تا به سر طاق دو ابرو |
| گفتی که به زر کار تو روزی سره گردد |  | آری همه اومید من اینست ولی کو  |

چون صدرالشریعه این قصیده را شنید به دنبال سراینده آن فرستاد، ولی چون در مدح وزیر بخارا بود نتوانست چیزی بگوید.